# Donji Ljubeš
Donji Ljubeš (cyr. Доњи Љубеш) – wieś w Serbii, w okręgu niszawskim, w gminie Aleksinac. W 2011 roku liczyła 498 mieszkańców.